# Vectorman
Vectorman è un videogioco a piattaforme del 1995 sviluppato da BlueSky Software e pubblicato da SEGA per Sega Mega Drive. Dotato di grafica 3D prerenderizzata, è considerato la risposta della SEGA alla serie Donkey Kong Country per Super Nintendo Entertainment System.
Il gioco ha ricevuto conversioni per personal computer, iOS e Android, oltre ad essere disponibile per Wii tramite Virtual Console. È incluso nelle raccolte Sonic Gems Collection, Sega Mega Drive Collection e Sega Mega Drive Ultimate Collection.
Del gioco è stato realizzato un seguito dal titolo Vectorman 2. Un altro videogioco della serie era previsto per PlayStation 2, ma è stato cancellato.

## Trama
Ambientato nel 2043, il protagonista deve affrontare il robot Raster in una Terra trasformata in una discarica di rifiuti tossici.